# Hitomi Yoshizawa

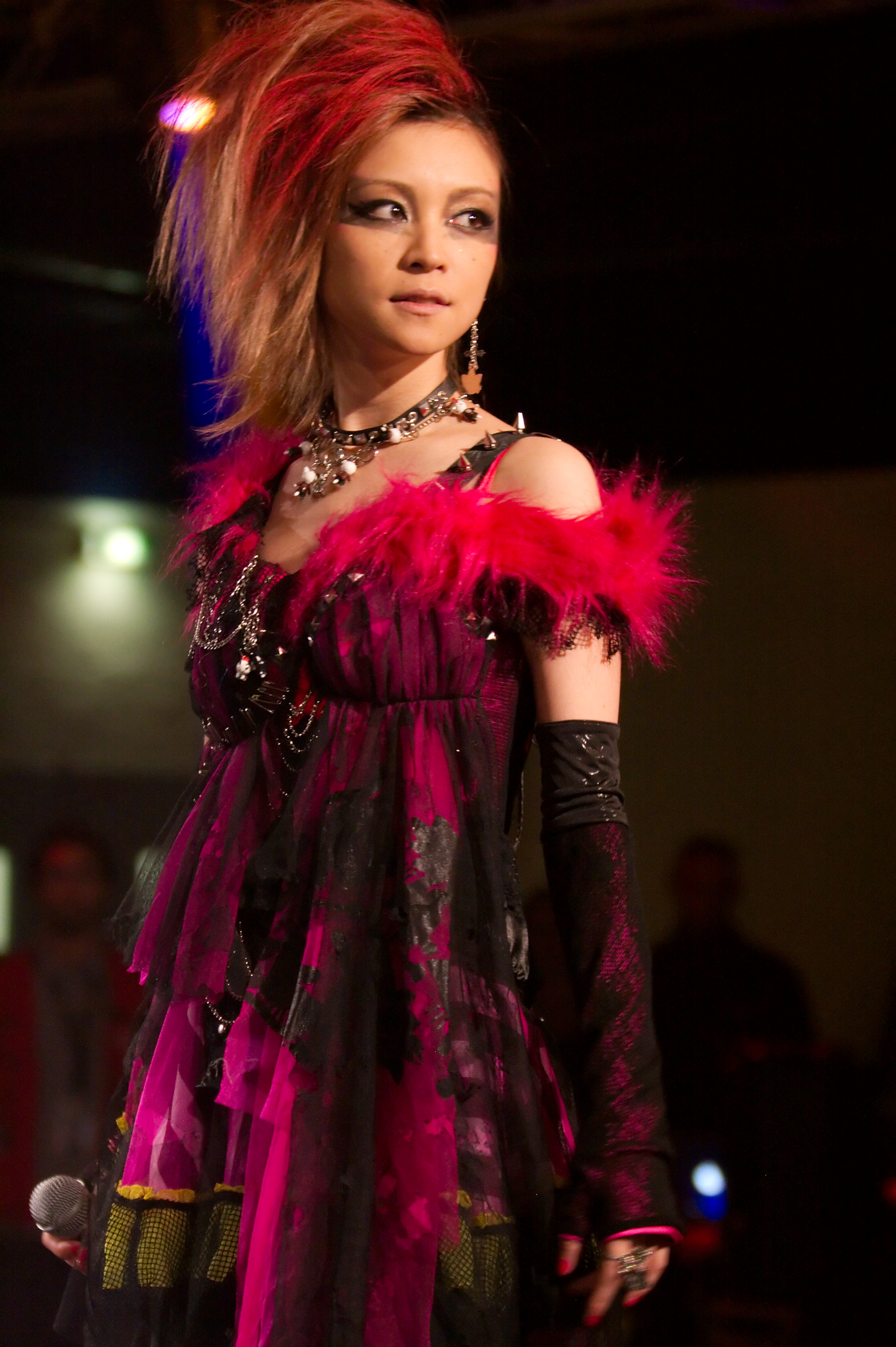
Hitomi Yoshizawa

Hitomi Yoshizawa, född 12 april 1985 i Saitama i Japan, är en japansk sångerska verksam inom Hello! Project och före detta medlem och ledare i musikgruppen Morning Musume. Hon gick med i Morning Musume i början av 2000 som en del av fjärde generationen tillsammans med Ai Kago, Nozomi Tsuji och Rika Ishikawa.
Den 6 maj 2007 lämnade Hitomi Morning Musume. Under 2008 bildade Hitomi duon Hangry & Angry tillsammans med Rika Ishikawa för att marknadsföra en känd butik i Harajuku.
Yoshizawa är numera kapten i Ongaku Gatas och 2010 gick hon med i gruppen Dream Morning Musume, en grupp med före detta Morning Musume-medlemmar.